# 碧街事變
碧街事變是發生在1989年6月6日至7日香港旺角及油麻地一帶的騷亂。事源於六四事件發生後兩日，當時支聯會正發動全港罷工、罷市、罷課抗議中共武力鎮壓學生。6月6日晚，滋事份子借慢駛抗議乘機鬧事，並演變成通宵騷亂。是次騷亂造成26人受傷、15人被拘捕。

## 背景
1989年六四事件後兩日，當時支聯會正發動全港罷工、罷市、罷課抗議中共武力鎮壓學生。並打算於6月7日舉行愛國民主大遊行及集會，預計有150萬人參與。

## 經過
6月6日晚九時許，一班已獲港府准許遊行的貨車司機，駕駛貨車到佐敦道慢駛遊行。6月7日凌晨約1時半，數百人尾隨車隊沿彌敦道向尖沙嘴方向遊行，沿途高叫口號。其間數十人駕駛多輛掛上印有十七軍及十八軍字樣黑布的車輛，沿彌敦道向尖沙嘴方向行駛，駛至彌敦道與碧街交界的龍馬大廈時，一批男子突然下車，踢向大廈大門及破壞汽車，警員到場調查時遭對方包圍，人群多達四五百人，由於寡不敵眾，警員被迫退回彌敦道與碧街交界處，並要求增援。雙方對峙期間，有人向警員投擲硬物，一名警長及三名警員受傷，送院治理。警察機動部隊到場增援，人群亦向旺角道及窩打老道四散及集結，及後介乎兩街之間的彌敦道封閉，多輛警車戒備，大部份慢駛遊行的貨車依警方指示有序地離開現場，但中途混入車隊的人群並沒有離開，反而越聚越多。
一時半左右，碧街街口突然有一個玻璃樽凌空飛下喧嘩的人羣中，引起嘩然，一羣人衝向大廈樓梯口，高叫著要上樓捉人，另一羣人則乘機去撬旁邊一間中資銀行的鐵閘，其餘貨車及街上的人則大聲叫囂，場面非常混亂。此時在邊緣地區戒備等藍帽子車隊從四面八方駛向彌敦道。
兩時許，聚集人數一度高達七千多人，警方呼籲人群散去，期間有人在佐敦道一帶起鬨，衝擊一間中資銀行大門，企圖撬開鐵閘，其後更用磚頭、玻璃瓶等雜物攻擊警方及擲向店舖大門，亦有人破壞交通燈，推翻及焚燒汽車垃圾。兩時半左右，警方派出逾千名防暴隊進行驅散，合共施放49發催淚彈，便衣警察揮動警棍驅散滋事分子，將人群向旺角方向驅散。2時37分，二十多名滋事分子在油麻地寧波街投擲石塊，與警方對峙。
另外，騷亂期間有消防員和救護員上前救援時，亦遭到人群攻擊，需要警員在場持槍保護。由於騷亂範圍太廣，警方未能及時封鎖一帶街道，造成有途經的市民和車輛混入其中，場面非常混亂。警方至7日清晨5時許才將滋事分子完全驅散並控制局面，防暴警察在6時撤走，旺角一帶交通恢復正常。事件中有5名警員受傷，其中一名警員胸部受傷需要留院，另有19名市民受傷，其中一人留醫。警方當場拘捕12人，大部份為青年，當中過半數為親中左派組織成員，其餘為香港三合會成員。

## 後續
事後支聯會發言人司徒華譴責滋事分子藉騷亂破壞香港民主運動，指滋事分子是別有用心、另有企圖，與支聯會立場完全相反，並取消6月7日的六四集會及遊行，以防有人混入搞事。香港理工學院（現香港理工大學）亦取消原定7日下午兩時舉行的六四集會。而事件並沒有影響香港市民悼念六四死難者，不少市民身穿黑色或白色素服，臂前綁有黑紗上班上學。公司商店休業一日或半日，不少更是中資機構。而香港交易所開市前亦默哀三分鐘及舉行小型哀悼會。另外教育署宣佈因應騷亂事件，6月7日(星期三)全港學校停課一天。香港高級程度會考英語口試亦須改期。
時任港督衛奕信爵士發表講話，指騷亂只是一小部分流氓乘機搞事，任何人有違法行為，警方會迅速採取行動。
由於事件起源於油麻地碧街，因此又稱碧街事變。2015年，油麻地社區組織活化廳策劃街頭劇《碧街事變﹣﹣六四滾動街頭劇場》，並將相關紀錄出版。
| 上一次 原因：1984年的士騷亂（1984年1月12日至14日） | 香港防暴警察發射催淚彈 1989年6月7日 | 下一次 原因：1994年沙頭角警民衝突（1994年10月12日） |

## 外部連結
- 誰是「碧街事變」的幕後黑手？ （页面存档备份，存于）
- 碧街事變剪報Archive.today的存檔，存档日期2016-10-26
- 《油麻地往事》-《碧街事變》（页面存档备份，存于）
- 香港編年史 Hong Kong Chronicle 1989年旺角騷亂Archive.today的存檔，存档日期2016-10-26